# Брежец при Дивачи
Брежец при Дивачи (словен. Brežec pri Divači, итал. Brese) је насељено место у општини Дивача, Обално-крашка регија, Словенија.

## Историја
До територијалне реорганизације у Словенији био је у саставу старе општине Сежана.

## Становништво
У попису становништва из 2011. године, Брежец при Дивачи је имао 26 становника.
| Број становника према пописима | Број становника према пописима | Број становника према пописима |
| ------------------------------ | ------------------------------ | ------------------------------ |
| 1991                           | 2002                           | 2011                           |
| 26                             | 26                             | 26                             |

Напомена: До 1955. исказивано под именом Брежец.